# Центральный парк культуры и отдыха (Харьков)
Центральный парк культуры и отдыха (Николаевский или Загородный парк от основания до революции (1919); Коммунальный парк или Парк коммунальников в 1920—1936; Парк им. Горького в 1938—2023) — главный парк Харькова. Занимает площадь более 62 га. До реконструкции 2012 года занимал площадь более 130 га и ограничивался на юге улицей Веснина и комплексом бывшего ракетного училища ХВВКИУРВ, на востоке — Сумской улицей, на севере — так называемым «элитным посёлком частной застройки» (позже — автодорогой между улицами Новгородской и Сумской) и на западе — улицами Динамовской, Новгородской и Саржиным яром. В настоящее время официально ограничивается огороженной в ходе реконструкции охраняемой территорией.

## История

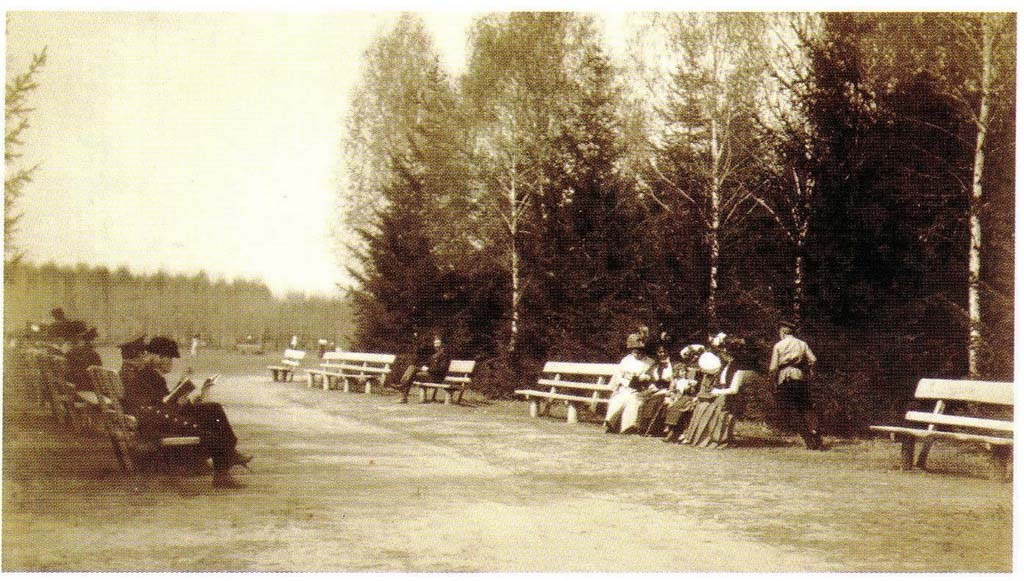
Парк до революции 1917 года

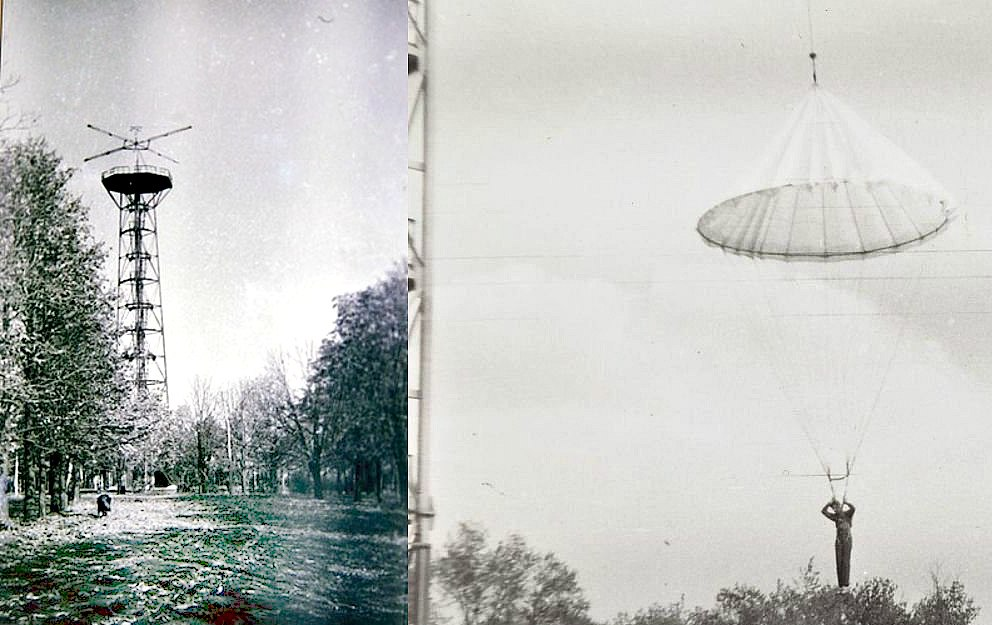
Парашютная вышка в парке

Загородный Николаевский парк был заложен в 1893—1895 гг. и торжественно открыт, когда несколько подросли деревья, в 1907 году. Финансирование осуществлялось за счёт жителей города, многие из которых, особенно студенты и гимназисты, непосредственно участвовали в посадке деревьев. В итоге первоначально планировавшийся размер парка (20—40 десятин) был увеличен до 90 десятин (98 га). Планировка аллей подражала Булонскому лесу во Франции: объединённые в вытянутое кольцо Каштановая и Липовая аллеи (называвшиеся также Экипажными) предназначались для конных прогулок.

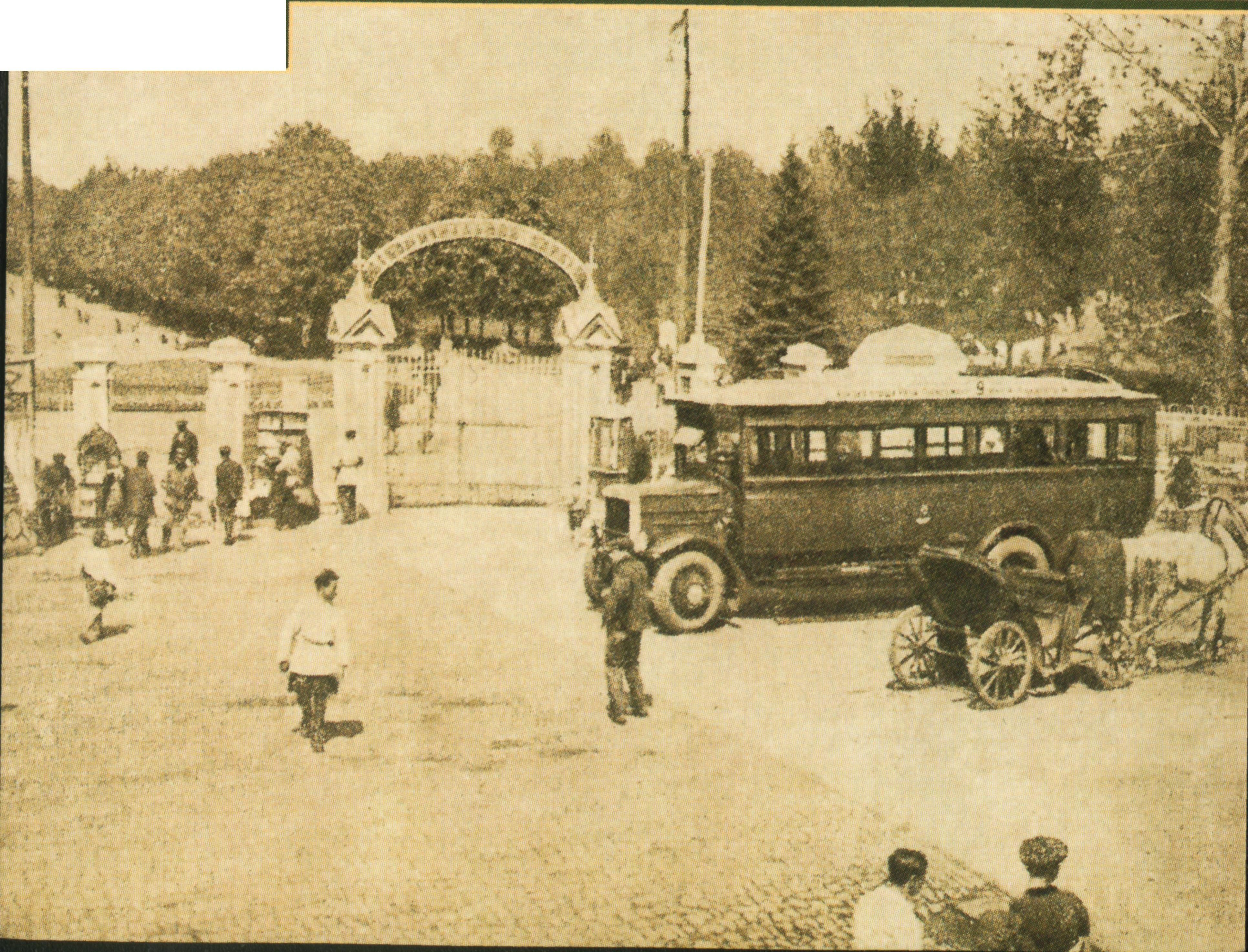
Коммунальный парк, центральный вход. Конец 1920-х

В 1932 году площадь парка, оказавшегося в черте города, была увеличена до 130 га. В 1938(или 1936?), после смерти писателя, парку присвоено имя Максима Горького. Была создана обширная инфраструктура, полностью разрушенная во время Великой Отечественной войны и восстановленная в послевоенные годы. В 1952 году на входе была построена колоннада (архитекторы А. Г. Крыкин, Е. А. Святченко).
На территории парка находятся фонтан, многочисленные аттракционы и кафе, кинотеатр «Парк», детская железная дорога, подвесная канатная дорога, минимум три детские площадки (у пиццерии, справа от фонтана и слева перед к/т «Парк»), теннисные корты, и др. В 1960—80-е годы работали Зелёный эстрадный театр и единственный в УССР Зал динамической светоживописи.
В 2006 году ко Дню города была восстановлена колоннада на входе в парк со стороны Сумской, снесённая летом 2001 года, а также восстановлен на прежнем месте демонтированный в конце 1990-х памятник Максиму Горькому. Празднования по случаю открытия памятника и колоннады открыл Евгений Кушнарёв.
В 2007 году был отреставрирован фонтан в конце Главной аллеи.

## Памятники
- Памятник В.И. Ленину и И.В. Сталину белого цвета — оба сидят и беседуют. Копия памятника, находившегося на Южном вокзале. Находился в начале центральной аллеи, практически на том самом месте, где позже будет установлен памятник Горькому. Был открыт в 1930-х; полностью разрушен в ноябре 1941 после захвата города гитлеровскими войсками.
- Памятник Максиму Горькому работы скульптора Л. Е. Белостоцкого установлен в 1980 году. В конце 1990-х его демонтировали, в 2006 году, 23 августа, восстановили на новом постаменте, после реконструкции парка 23 августа 2012 года, вновь демонтировали, заменив фигурой белки.

## Вырубка и застройка парка
По решению Харьковского городского совета № 185/07 от 27 февраля 2008 была разрешена застройка 23 га парка. Управлению строительства, ремонта и реконструкции Департамента строительства и дорожного хозяйства городским советом предоставлены 9,9 га парка для строительства автодороги, гостиничного комплекса и апартаментов. Ещё 12,8 га парка был предоставлен статус земли жилой и общественной застройки. Причиной изменения границ парка городской совет назвал разгрузку автомобильных потоков. Для этого было запланировано проложить дорогу, параллельную улице Деревянко — между улицами Новгородской и Сумской. Вопреки Генплану Харькова 2004 года, предполагавшему дальнейшую пробивку улицы Веснина до Динамовской и по нынешней улице Авиационной далее до Новгородской, строительство согласно плану 2007—2010 гг. прокладывается по новому маршруту в глубине парка, пересекаясь с такими уникальными объектами, как детская железная дорога, канатная дорога. С мая по июнь 2010 года против пробивки выступали активисты зелёного движения. На месте строительства новой дороги был устроен палаточный городок, проходили митинги, протесты, регулярно случались столкновения. 27 мая водитель экскаватора совершил наезд ковшом на двух активистов, которых позже увезла «скорая». 2 июня 2010 года, ранним утром работники муниципальной охраны оттеснили активистов и защитников леса с занимаемой ими территории парка Горького.

## Реконструкция
В 2010 году было принято решение реконструировать парк Горького . Макет нового «парка развлечений» на месте парка Горького был установлен в декабре 2010 года на платформе станции метро «Исторический музей». Весной 2011-го парк был закрыт — началась его глобальная реконструкция. Павильоны демонтированы. Аттракционы демонтированы в феврале-марте, старые списаны, остальные перенесены в парк «Победа» на Салтовку и в парк Маяковского на ХТЗ. Первую очередь реконструированного парка Горького — Ретро-зону открыли 9 мая 2012 года. Полную реконструкцию парка Горького планировали закончить к 1 июня 2012 года (к началу чемпионата ЕВРО-2012). Однако полностью реконструированный парк был открыт 23 августа 2012 года, в день освобождения Харькова.
Памятник Горькому был снят на реконструкцию 18 марта 2011. Отреставрировать и поставить на место его первоначально обещали к 1 июня 2012 года, но в итоге разместили на территории Куряжской колонии для несовершеннолетних. На его месте 23 августа 2012 года установлена новая эмблема парка — белка.
В результате реконструкции парка, проведённой горсоветом на деньги кредитной линии под залог имущества харьковского метрополитена, были заменены все аттракционы, установлено самое большое на Украине колесо обозрения диаметром 55 м, заменено дорожное покрытие аллей, построен спорткомплекс с футбольными, баскетбольными полями, прорежены старые и высажены новые деревья, разбиты цветники и клумбы, проложены новые аллеи, парк обнесен ограждением.
В 2013 году парк Горького получил международную премию «Golden Pony Awards-2013» за современную концепцию и тематическое оформление парка.

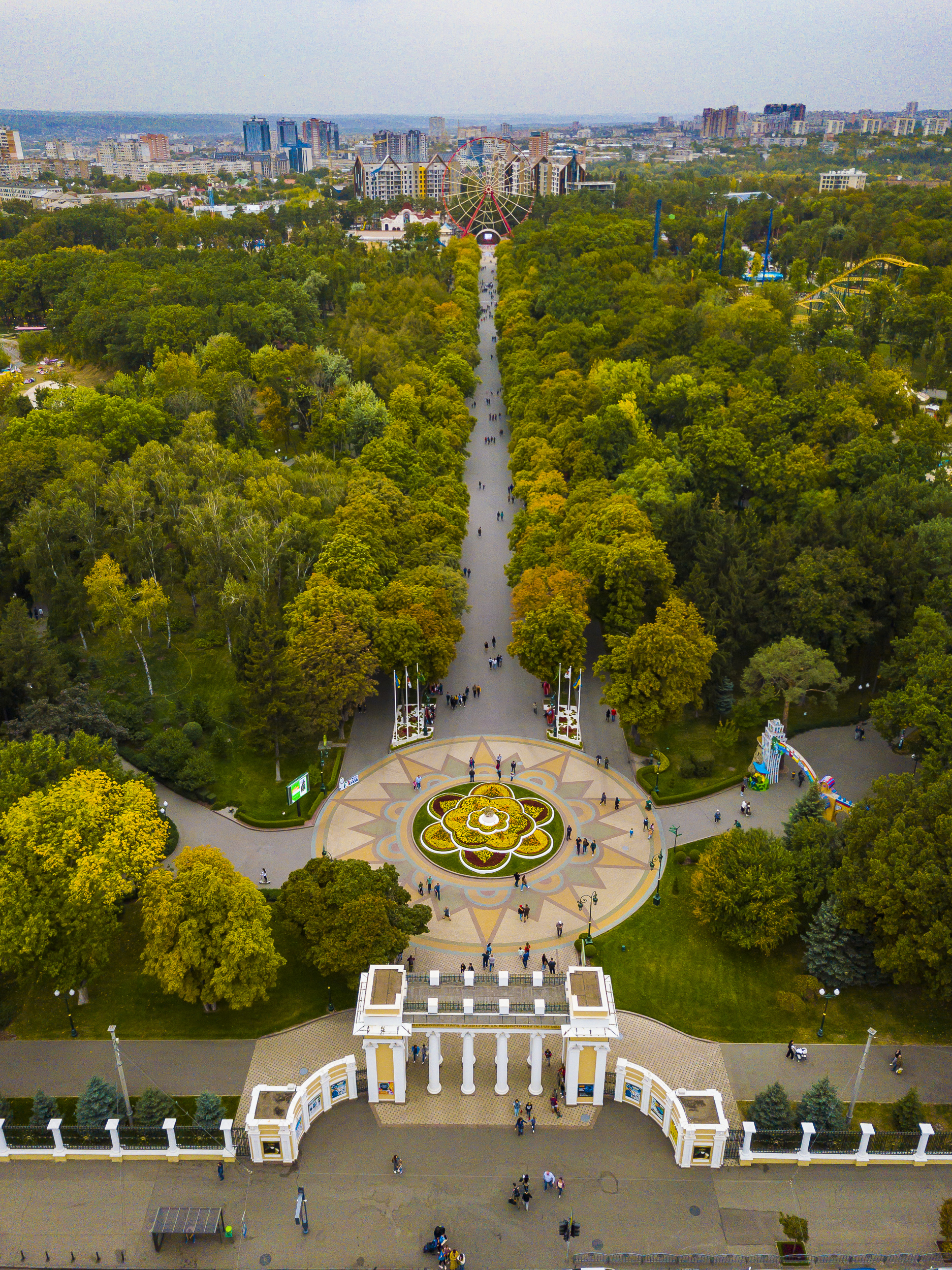
Центральная аллея после реконструкции
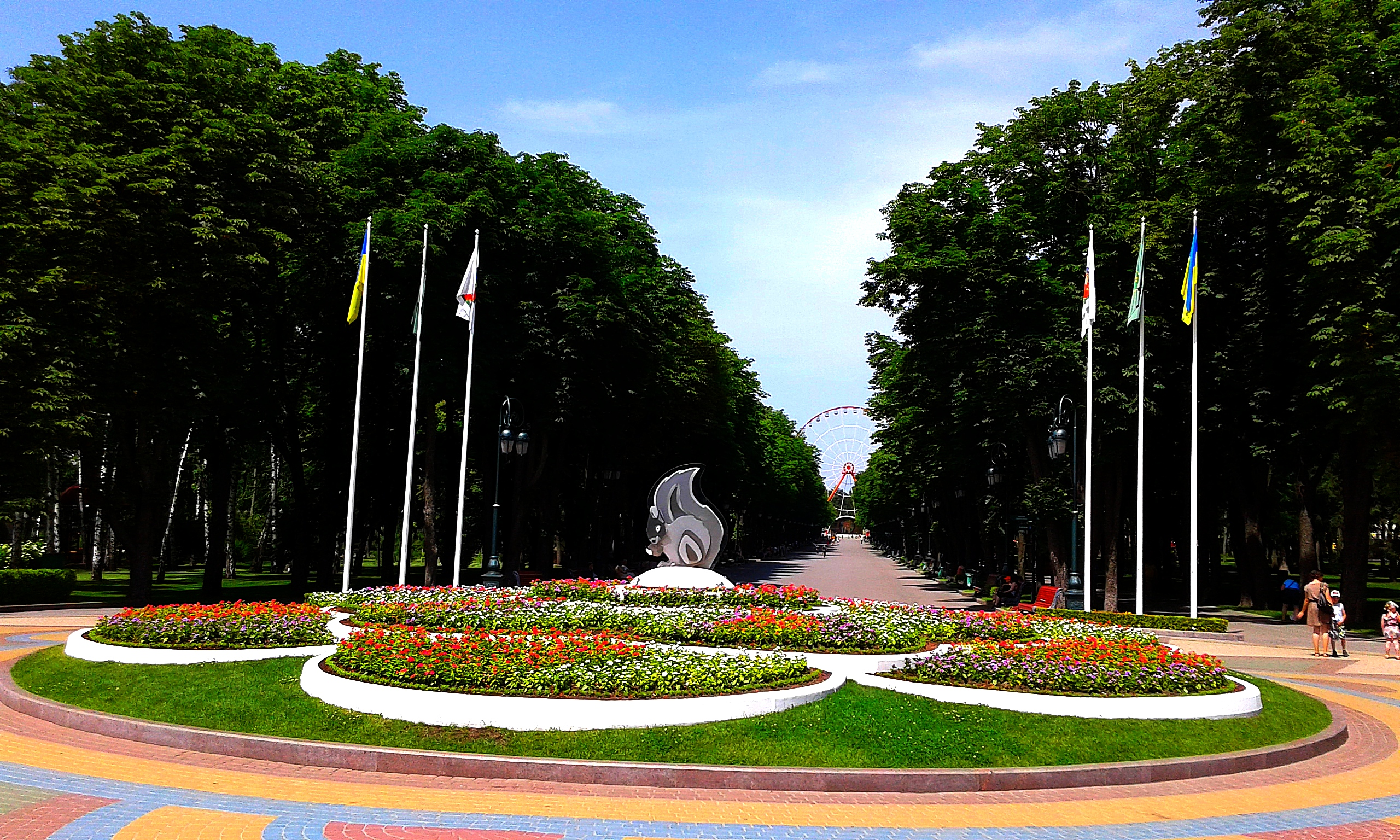
Центральная аллея после реконструкции
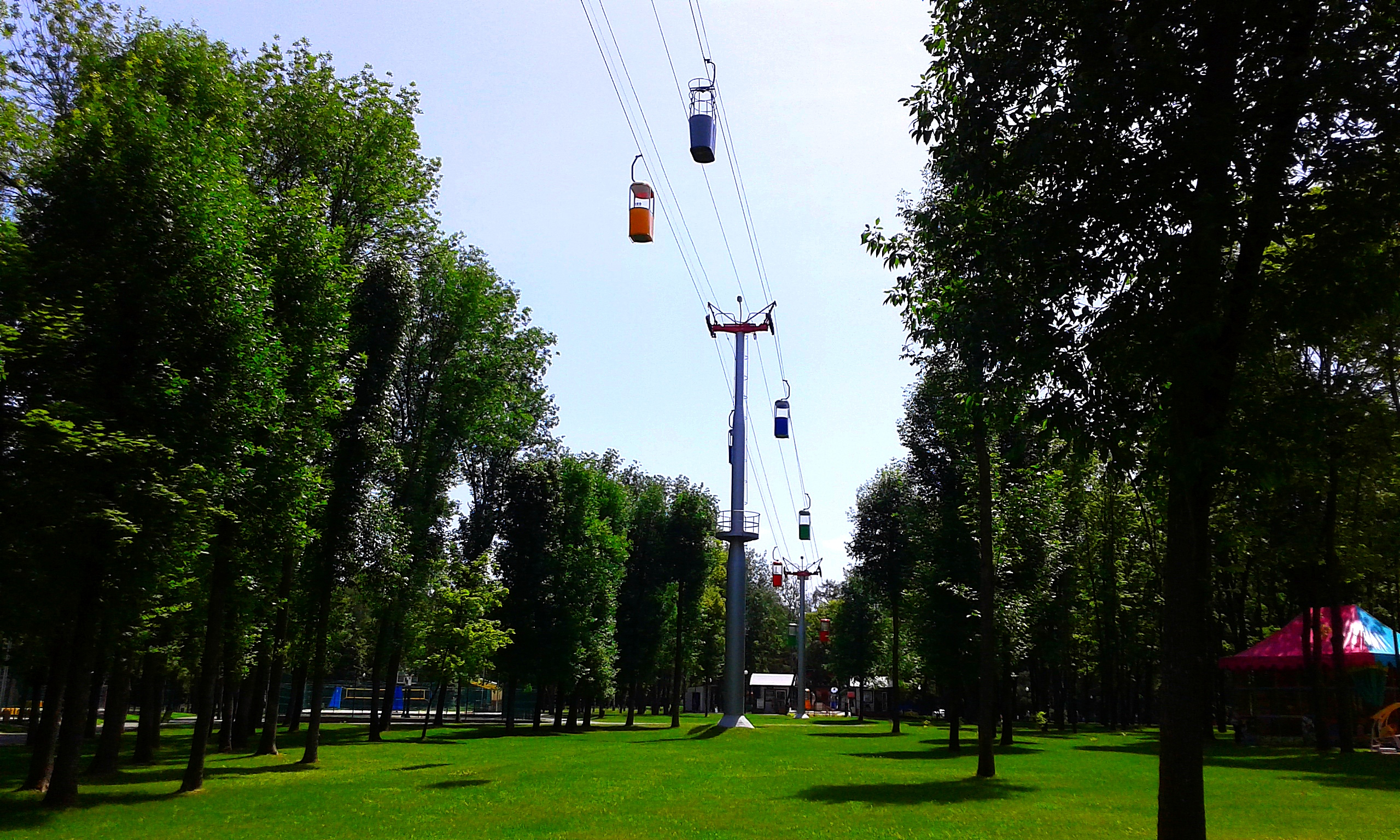
Харьковская канатная дорога
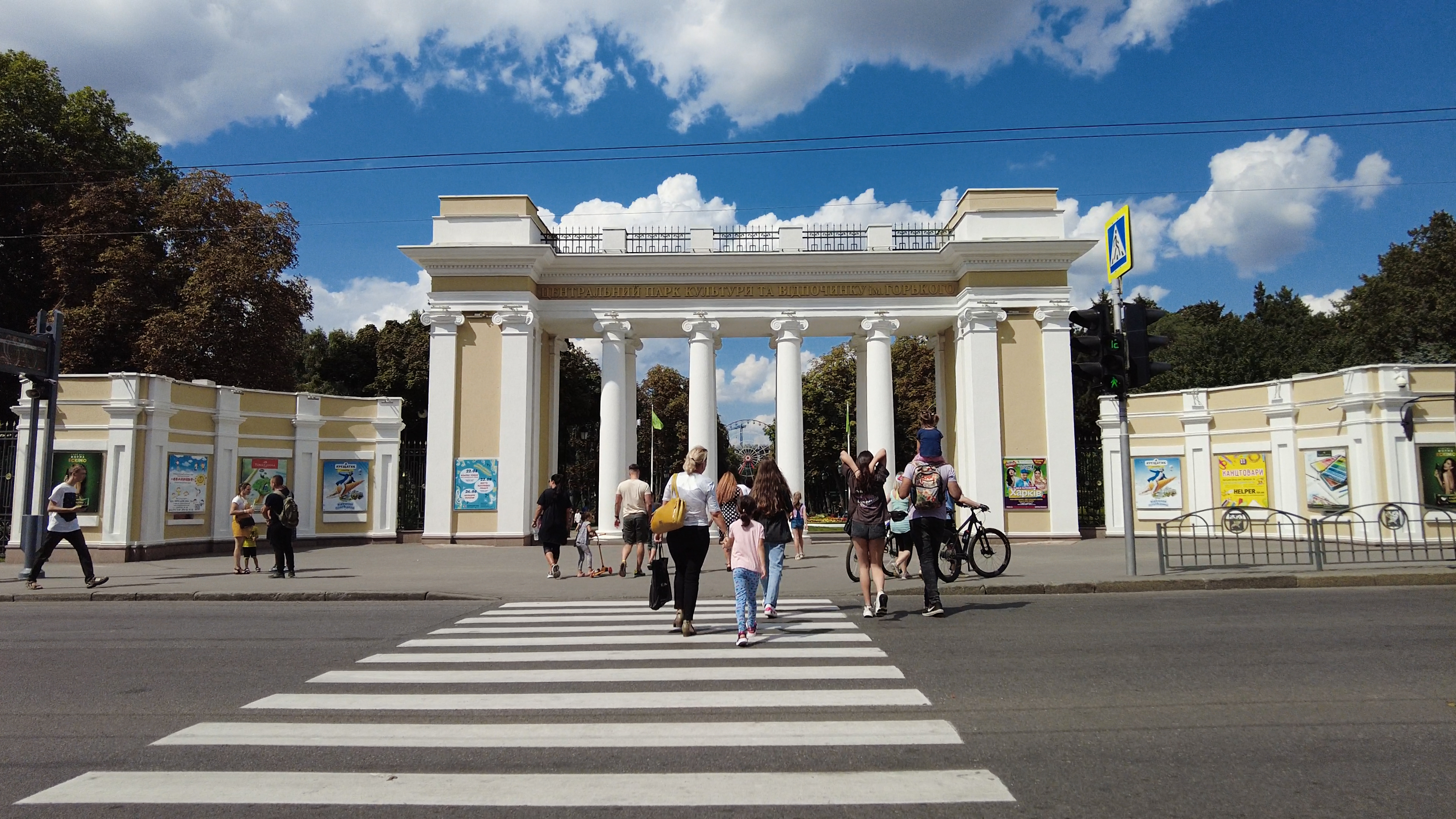
Колоннада главного входа
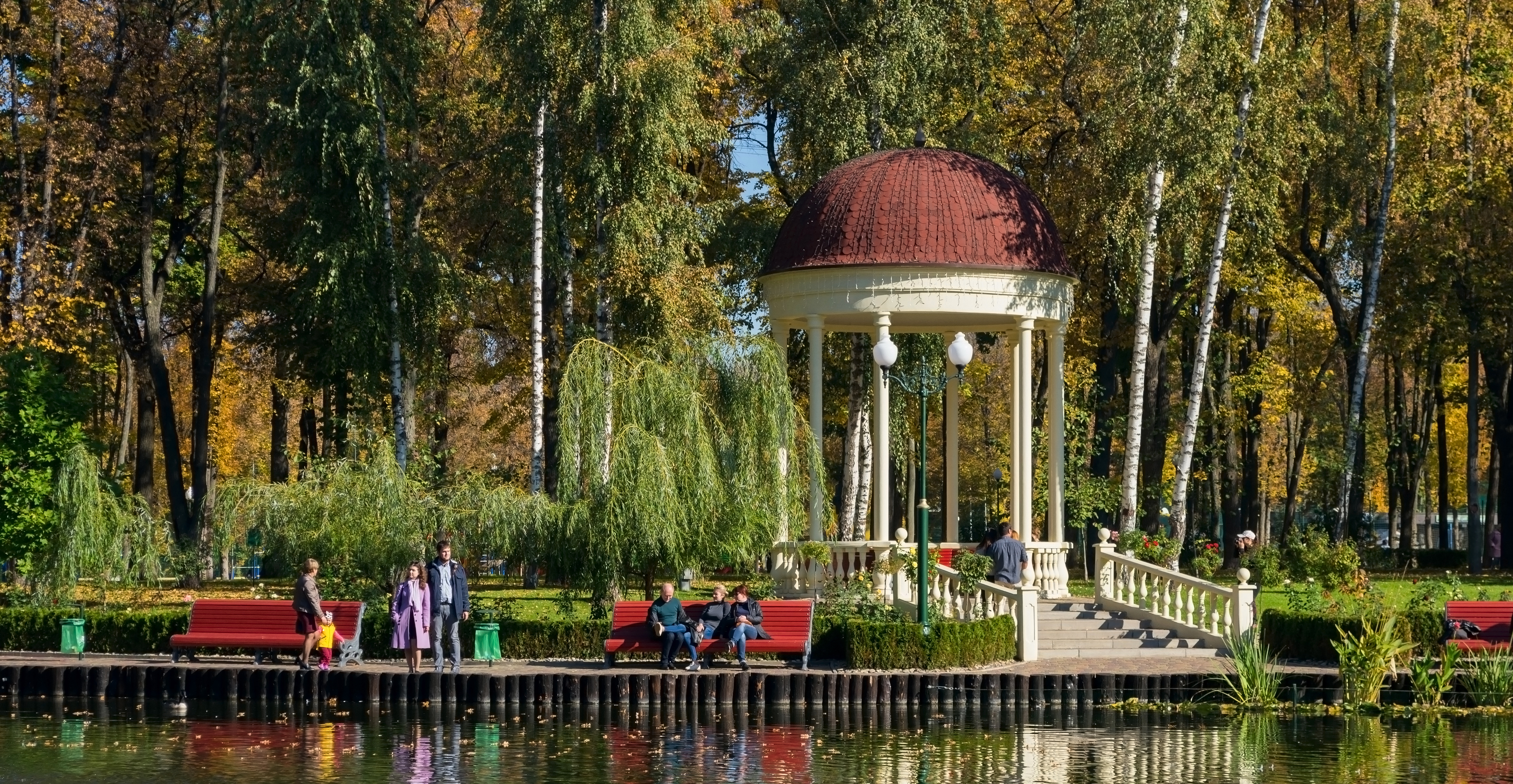
Парковая альтанка
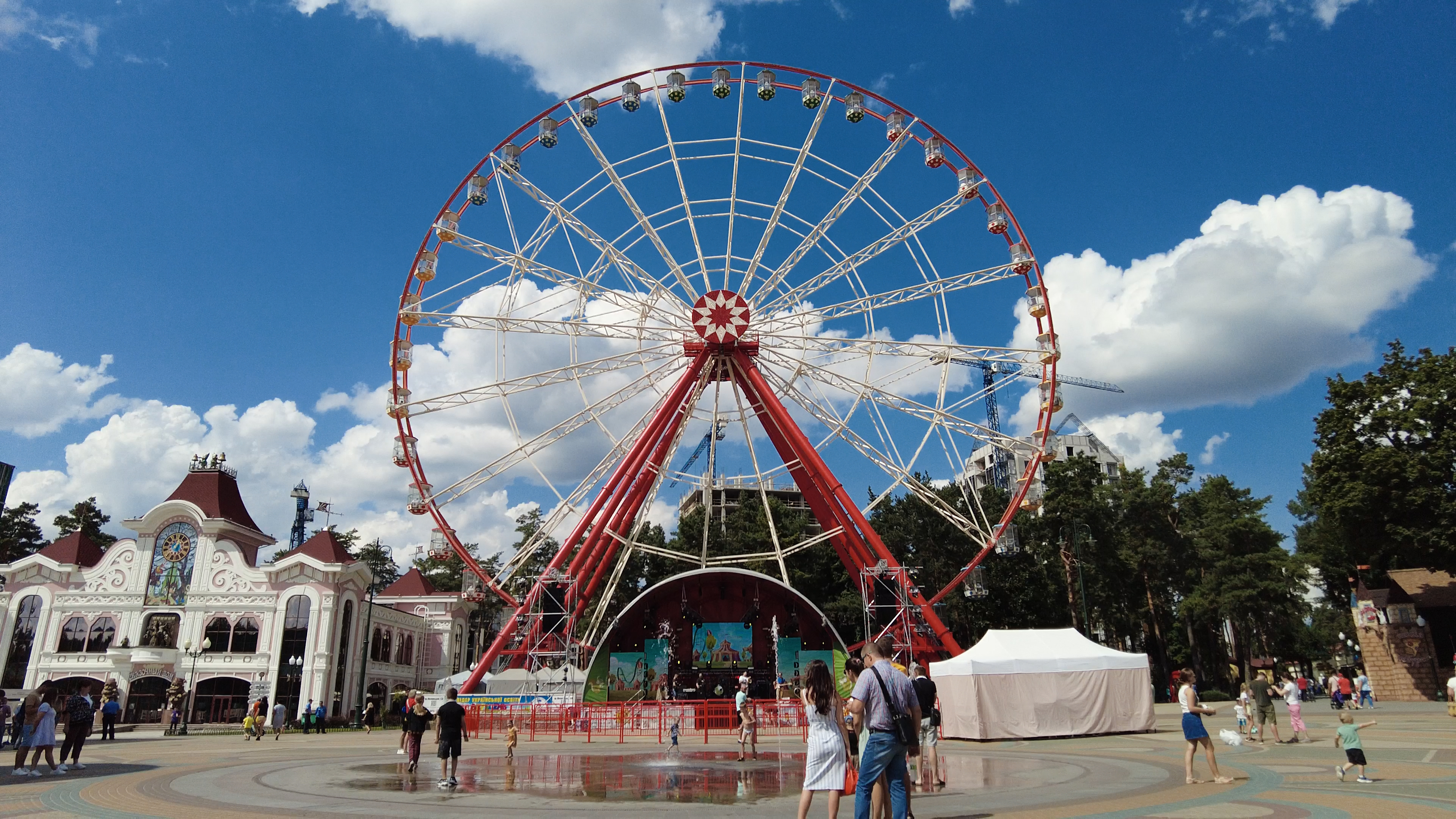
Новое колесо обозрения

## Структура парка
В парке работают более 30 аттракционов от итальянских, немецких, американских производителей. Они рассчитаны на посетителей всех возрастов. Аттракционы работают круглый год. Парк разбит на несколько тематических зон: Детский парк, Экстрим-парк, Семейно-развлекательная зона, Французский парк, Ретро-парк, Средневековая площадь, Спортивный комплекс, Озеро. На Средневековой площади работает всепогодный детский развлекательный центр с веревочными лабиринтами, пневмозонами, скалодромом, батутами.

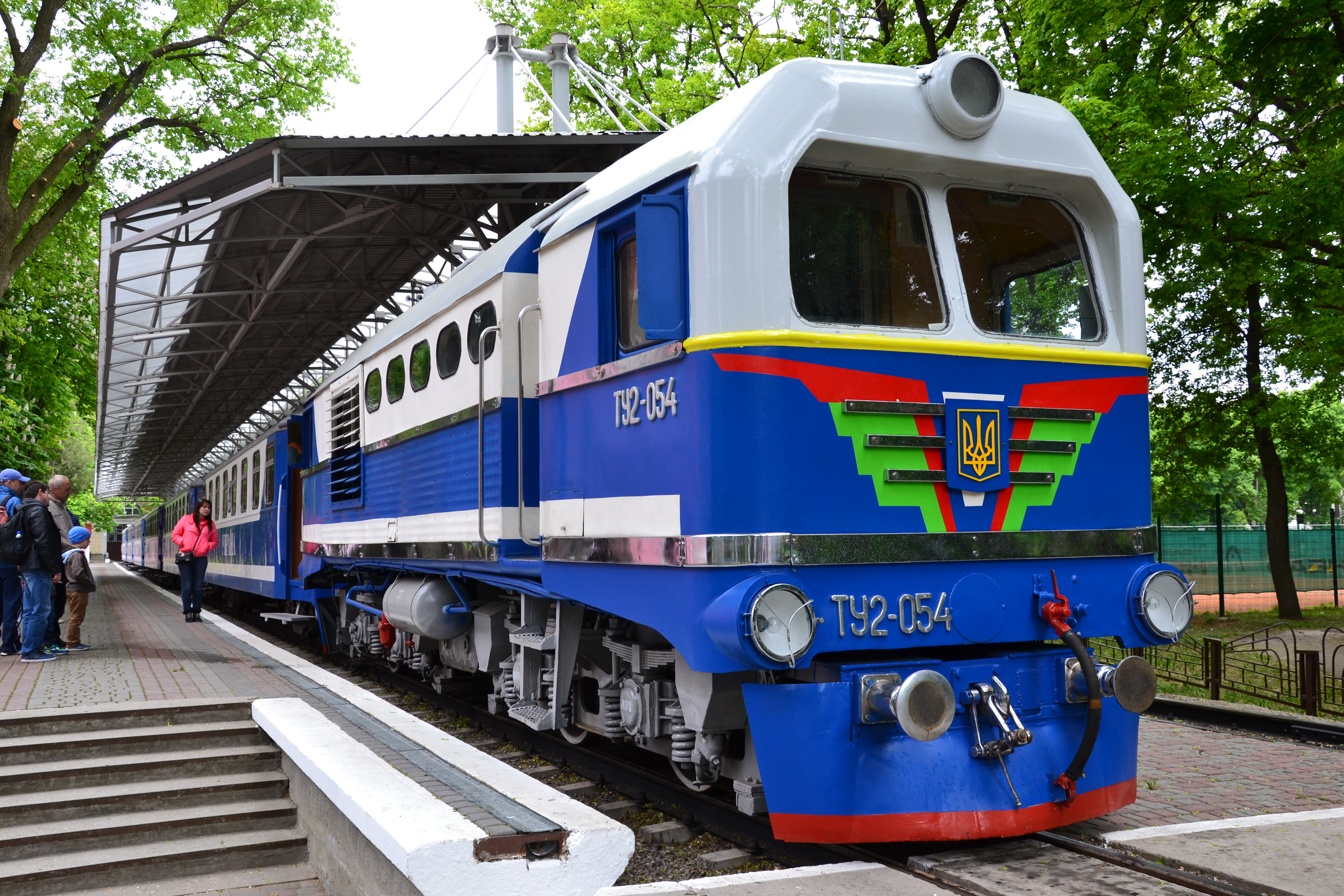
Детская железная дорога

Детский парк стилизован под Цветочный город с скульптурами героев сказок Николая Носова. Аттракционы здесь рассчитаны на детей от трёх лет.
Экстрим-парк стилизован под первобытную деревню, затерянную в джунглях. Здесь размещены американские горки, максимальная высота которых 24 м, башня падения; аттракционы «Сальто» и «Катапульта».
В Семейно-развлекательной зоне аттракционы, оформлены в стилистике различных стран мира: Дом Ужасов, вертикальная 40-метровая карусель «Арабия»; цепочная карусель «Индия»; карусель-регата «Тортуга»; мега-диско «Египет»; пиратский галеон «Барбадос»; детская горка «Старый рудник»; самолеты с лазерным оружием «Япония» и другие.
Ретро парк — зеленая зона с большим розарием, парковыми диванами, кованная ротонда. Здесь установлена сцена, стилизованная под 1950—1960-е годы, есть место для танцев, беседка для любителей поиграть в шахматы.

## Исторические факты
- В парке до войны была единственная в городе кедровая роща. Находилась она вблизи Экипажной аллеи. Уничтожена во время войны, в 1943 году[9]. Весной 2016 года харьковчане высадили в парке новую кедровую рощу.[10][11][12]
- До войны в парке была построена парашютная вышка, просуществовавшая как минимум до середины 60-х годов.[источник не указан 4203 дня]
- В начале 1970-х годов в парке, за городком аттракционов, сразу за ныне не существующими аттракционами-самолётами «Петля Нестерова» и «Иммельман», при выходе на ул. Динамовскую был открыт первый в УССР зал цветомузыки под руководством Юрия Алексеевича Правдюка[9]. Заброшенный в начале 1990-х, он пришёл в ветхость и был снесён в 2008 году; на его месте в 2010 построен ресторан «Kazan».
- Предыдущий кинотеатр «Парк» был деревянным. Расположен он был справа от центральной аллеи, на площадке фонтана. После открытия нового трёхзального кинотеатра «Парк» старый был снесён, и на его месте построен «Автодром» с чешскими контактными электромобилями (ранее подобный аттракцион с тем же названием находился в районе нынешнего (нового) кинотеатра, недалеко от станции «Парк» канатной дороги), а после реконструкции 2012 года — «Развлекательный центр».
- В 2012 году в парке установлено самое большое в Украине колесо обозрения диаметром 55 м. Колесо открылось 23 августа 2012 года.
- Территория парка после реконструкции 2010—2012 годов и постройки «дороги Кернеса» была уменьшена почти в два раза и теперь заканчивается сразу за кинотеатром «Парк», где построена высокая ограда, отделяющая парк от отчуждённой у него территории. С противоположной стороны незасыпанная часть Шатилова яра вдоль улицы Веснина также отделена оградой, то есть более не находится на территории парка Горького.
- 6 января 2015 года прокуратурой Харьковской области начато расследование хищений руководством ЦПКиО им. М. Горького[13]. По состоянию на ноябрь 2017 года вина доказана не была.